# Canals del Godavari
Els canals del Godavari són els sistemes de reg a les branques que forma el riu Godavari al seu delta a uns 65 km de la badia de Bengala (Andhra Pradesh), quan el riu es bifurca en dos brancas principals: Gautami Godavari a l'est i Vasishta Godavari a l'oest. La proposta d'utilitzar l'aigua del riu per reg fou de Sir Arthur Cotton el 1845, i l'obra es va començar el 1847 i acabar el 1849; un presa atura les aigües del riu i permet recollir l'aigua en conduccions de fins a 794 km sense comptar 3.105 km de petits canalons locals.